# Vilma Marešová
Vilma Marešová (* 26. dubna 1943 Bratislava) je česká pediatrička a vysokoškolská učitelka. Je uznávanou odbornicí v oblasti infekčního lékařství, věnuje se zejména respiračním infekcím a infekčním dětským onemocněním.
Absolvovala lékařskou fakultu Univerzity Karlovy v Praze, kde v roce 1987 získala docenturu v oboru infekčního lékařství. Během své kariéry působila na různých lékařských pracovištích, včetně Nemocnice na Bulovce v Praze a Dětské fakultní nemocnice v Brně. V letech 1994 až 2011 byla přednostkou I. infekční kliniky 2. lékařské fakulty Univerzity Karlovy. Od roku 1991 stála v čele Institutu pro postgraduální vzdělávání ve zdravotnictví (IPVZ), kde v letech 1997–2018 vedla Katedru infekčních nemocí. Publikovala přes 200 odborných článků a 14 knižních monografií, učebnic a příruček.

## Biografie
Vilma Marešová se narodila v Bratislavě, otec pocházel ze Slovenska. Přestože maturovala v roce 1960 s vyznamenáním a úspěšně složila přijímací zkoušky na Fakultu dětského lékařství v Praze (dnešní 2. lékařská fakulta), okresní výbor jí nedal doporučení ke studiu a na školu se nedostala. Nastoupila proto jako dělnice do národního podniku Tesla Orava v Nižné nad Oravou. Následující rok doporučení dostala a na studium dětského lékařství do Prahy se přihlásila znovu. Zkoušku složila úspěšně, ale její přihlášku převedli na Univerzitu Pavla Jozefa Šafárika do Košic. Po druhém ročníku jí povolili přestup do Prahy, kde roku 1967 promovala.
Poté pracovala jako sekundární lékařka ve Slaném a v letech 1968–1979 na infekční klinice a dětském oddělení v Nemocnici na Bulovce. V roce 1971 a 1975 získala atestaci 1. a 2. stupně z pediatrie a o čtyři roky později atestaci z přenosných nemocí. Na FDL UK Praha se v roce 1979 stala odbornou asistentkou na I. infekční klinice, v roce 1984 kandidátkou lékařských věd a v roce 1987 byla jmenována docentkou infekčního lékařství. Byla přednostkou Kliniky dětských infekčních nemocí DFN Brno a docentkou LF UJEP (1988–1990), přednostkou III. infekční kliniky 1. LF UK a Nemocnice Na Bulovce (1989–1991) a přednostkou I. infekční kliniky 2. LF UK a FN Bulovka (1994–2011).
Kromě klinické a výzkumné práce se podílí na výuce studentů lékařských fakult a lékařů v rámci specializačního vzdělávání. V roce 1991 převzala vedení Institutu postgraduálního vzdělávání lékařů, kde v letech 1997–2018 byla vedoucí Katedry infekčních nemocí. Působila v řadě národních i mezinárodních komisí pro antibiotickou politiku a infekční nemoci a spolupracuje s praktickými lékaři. Intenzivně se věnovala také vědecko-výzkumné a publikační činnosti, zejména v oblasti respiračních infekcí a dětských infekčních onemocnění. Jako autorka či spoluautorka publikovala přes 200 odborných článků v domácích i zahraničních časopisech a 14 knižních monografií, učebnic a příruček. Pravidelně přednášela na domácích i zahraničních konferencích a kongresech.